# Eitel-Friedrich Roediger Freiherr von Manteuffel
Eitel-Friedrich Roediger Freiherr von Manteuffel, auch Eitel Fritz von Manteuffel, (* 25. September 1895 in Rastatt; † 31. Juli 1984 Wiesbaden) war ein Generalmajor der Luftwaffe.

## Leben
Manteuffel war der zweite Sohn des späteren preußischen Oberst und Kommandeurs des 2. Posenschen Feldartillerie-Regiments Nr. 56, Friedrich Wilhelm Richard Rödiger von Manteuffel und dessen Ehefrau Wilhelmine, geborene Reinboldt. Ein in der Literatur teilweise angeführter freiherrlicher Titel für Eitel-Friedrich ist nicht eindeutig zu belegen.

### Erster Weltkrieg
Seine militärische Laufbahn als Offizier begann Manteuffel am 22. März 1914 als Leutnant im 1. Badischen Leib-Grenadier-Regiment Nr. 109, in dem bereits sein Bruder Maximilian Friedrich als Leutnant diente, der jedoch an seinen zu Beginn des Ersten Weltkriegs zugezogenen Verwundungen am 3. September 1914 in Freiburg verstarb. Nach seiner Ausbildung als Flugbeobachter erhielt Manteuffel im darauf folgenden Jahr seine militärische Flugausbildung, bevor er ab August 1915 als Pilot der Fliegertruppe eingesetzt wurde. 1916 wurde er zum Generalstab der Fliegertruppe beordert, daran anschließend zur Flugstaffel der Obersten Heeresleitung. Zu dieser Zeit war Manteuffel Befehlshaber der Fokkerstaffel Ost in Saint-Erme, unter dem Kommando der 7. Armee. 1917 war er zunächst Pilot, vermutlich in der Feldflieger-Abteilung 14, bevor er diese im selben Jahr kommandierte. Es folgten weitere Fronteinsätze als Pilot in der Fliegerersatz-Abteilung 5, bevor er Ende des Ersten Weltkriegs zur Kompanie des Flieger-Bataillons Nr. 3 in Darmstadt versetzt wurde. Nachdem Manteuffel zuletzt 1919 zum 1. Badischen Leib-Grenadier-Regiment Nr. 109 nach Karlsruhe zurückgekehrt war, wurde er unter Verleihung des Charakters als Oberleutnant am 31. März 1920 aus dem Militärdienst entlassen.

### Zweiter Weltkrieg
Zwischenzeitlich zum Hauptmann befördert, wurde er 1936 als Major zur Luftwaffe berufen. Am 1. Januar 1936 trat er den Kommandokräften am Fliegerhorst Schleißheim bei. Ein Jahr später befehligte er bereits die Flugzeugführerschule am Fliegerhorst Ludwigslust-Techentin, bevor er am 5. Mai 1939 als Kommandeur zum Fliegerhorst Schleißheim zurückkehrte. Am 1. Oktober 1939 wurde der Oberstleutnant erster Kommodore des Jagdgeschwaders 77 in Breslau, das er bis Ende 1940 nicht nur leiten sollte, sondern in dem er auch als Pilot eine Messerschmitt Bf 109 flog. Am 1. September 1940 wurde er zum Oberst befördert. Im selben Jahr kommandierte er die Jagdfliegerschule Stolp-Reitz (Jagdfliegerschule 3). Ab Oktober 1941 wurde der ehemalige Jagdfliegerführer Mitte (ehemals Jagdfliegerführer 1), Manteuffel, der bis dahin die Jagdstreitkräfte über Deutschland geführt hatte, Kontaktmann im Verbindungskommando der Luftwaffe zu den königlich ungarischen Luftstreitkräften. Kurz vor Ende des Zweiten Weltkriegs wurde er als Generalmajor Bevollmächtigter für Spezialeinsätze der Luftwaffe in Rumänien und Kommandeur der Luftwaffeneinsatzkräfte für Rumänien.
Manteuffel geriet am 28. August 1944 in sowjetische Kriegsgefangenschaft, aus der er am 3. Januar 1950 entlassen wurde.